# Radicaal 203
Van de in totaal 214 Kangxi-radicalen heeft radicaal 203 de betekenis zwart. Het is een van de vier radicalen die bestaan uit twaalf strepen.
In het Kangxi-woordenboek zijn er 172 karakters die dit radicaal gebruiken.

## Karakters met het radicaal 203

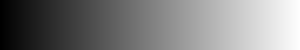
Van zwart naar wit.

| Strepen | Karakter             |
| ------- | -------------------- |
| + 0     | 黑 黒                |
| + 3     | 黓                   |
| + 4     | 黔 黕 黖 黗 默 黙    |
| + 5     | 黚 黛 黜 黝 點       |
| + 6     | 黟 黠 黡             |
| + 7     | 黢 黣                |
| + 8     | 黤 黥 黦 黧 黨 黩 黪 |
| + 9     | 黫 黬 黭 黮 黯       |
| + 10    | 黰 黱                |
| + 11    | 黲 黳 黴             |
| + 13    | 黵                   |
| + 14    | 黶                   |
| + 15    | 黷                   |
| + 16    | 黸                   |

Bronskarakter
Groot zegelkarakter
Klein zegelkarakter